# غدد لبی
غدد لبیال (انگلیسی: Labial glands) غدد بزاقی جزئی هستند که بین غشای مخاطی و ماهیچه حلقوی دهان در اطراف دهانه دهان قرار دارند.
شکل آنها دایره ای است و به اندازه نخودهای کوچک است. مجاری آنها با روزنه‌های دقیقه ای روی غشای مخاطی باز می‌شوند.